# John Smart
John Warren Smart (ur. 20 lutego 1965 w Témiscamingue) – kanadyjski narciarz, specjalista narciarstwa dowolnego. Najlepszy wynik na mistrzostwach świata osiągnął podczas mistrzostw w Oberjoch, gdzie zajął 6. miejsce w jeździe po muldach. Jego najlepszym wynikiem olimpijskim jest 5. miejsce w tej samej konkurencji na igrzyskach olimpijskich w Albertville. Najlepsze wyniki w Pucharze Świata osiągnął w sezonie 1992/1993, kiedy to zajął 8. miejsce w klasyfikacji generalnej, a w klasyfikacji jazdy po muldach był drugi. W sezonie 1995/1996 był trzeci w klasyfikacji jazdy po muldach podwójnych.
W 1996 r. zakończył karierę.

## Osiągnięcia

### Igrzyska olimpijskie
| Miejsce | Dzień     | Rok  | Miejscowość | Konkurencja      | Zwycięzca         |
| ------- | --------- | ---- | ----------- | ---------------- | ----------------- |
| 5.      | 13 lutego | 1992 | Albertville | Jazda po muldach | Edgar Grospiron   |
| 7.      | 16 lutego | 1994 | Lillehammer | Jazda po muldach | Jean-Luc Brassard |

### Mistrzostwa świata
| Miejsce | Dzień     | Rok  | Miejscowość | Konkurencja      | Zwycięzca         |
| ------- | --------- | ---- | ----------- | ---------------- | ----------------- |
| 6.      | 3 marca   | 1989 | Oberjoch    | Jazda po muldach | Edgar Grospiron   |
| 18.     | 14 lutego | 1991 | Lake Placid | Jazda po muldach | Edgar Grospiron   |
| 7.      | 13 marca  | 1993 | Altenmarkt  | Jazda po muldach | Jean-Luc Brassard |
| 7.      | 18 lutego | 1995 | La Clusaz   | Jazda po muldach | Edgar Grospiron   |

### Puchar Świata

#### Miejsca w klasyfikacji generalnej
- sezon 1988/1989: 68.
- sezon 1989/1990: 25.
- sezon 1990/1991: 21.
- sezon 1991/1992: 25.
- sezon 1992/1993: 8.
- sezon 1993/1994: 36.
- sezon 1994/1995: 14.
- sezon 1995/1996: 25.

#### Miejsca na podium
1. La Clusaz – 16 marca 1990 (Jazda po muldach) – 2. miejsce
2. Zermatt – 15 grudnia 1990 (Jazda po muldach) – 1. miejsce
3. Breckenridge – 18 stycznia 1991 (Jazda po muldach) – 3. miejsce
4. Skole – 25 lutego 1991 (Jazda po muldach) – 2. miejsce
5. Tignes – 12 grudnia 1992 (Jazda po muldach) – 3. miejsce
6. Tignes – 12 grudnia 1992 (Jazda po muldach) – 1. miejsce
7. Lake Placid – 22 stycznia 1993 (Jazda po muldach) – 3. miejsce
8. Hasliberg – 20 lutego 1993 (Jazda po muldach) – 3. miejsce
9. La Plagne – 25 lutego 1993 (Jazda po muldach) – 2. miejsce
10. Lillehammer – 27 marca 1993 (Jazda po muldach) – 3. miejsce
11. Lillehammer – 27 marca 1993 (Jazda po muldach) – 2. miejsce
12. Whistler Blackcomb – 8 stycznia 1994 (Jazda po muldach) – 3. miejsce
13. Breckenridge – 14 stycznia 1995 (Jazda po muldach) – 3. miejsce
14. Le Relais – 21 stycznia 1995 (Jazda po muldach) – 3. miejsce
15. Lake Placid – 27 stycznia 1995 (Jazda po muldach) – 2. miejsce
16. Altenmarkt – 15 marca 1996 (Jazda po muldach) – 3. miejsce
17. Altenmarkt – 15 marca 1996 (Jazda po muldach) – 3. miejsce

- W sumie 2 zwycięstwa, 5 drugich i 10 trzecich miejsc.